# Línea 9 (Paraná)
Línea 9 es una línea de transporte urbano de pasajeros de la ciudad de Paraná, Argentina. El servicio está actualmente operado por la empresa Buses Paraná U.T.E. (Transporte Mariano Moreno S.R.L./ERSA Urbano). Esta línea pertenece al Grupo 2.

## Recorridos
Nuevo recorrido vigente desde 20/01/2025.       Modifica su cabecera hacia el Barrio 500 Viviendas, elimina paso por calle Juan Báez entre Espejo y Lebensohn; calles Galán y Los Jacarandaes (zona Barrio San Agustín); Terminal de Ómnibus, calle 25 de Mayo (zona centro cívico) y finaliza su recorrido en el Hospital Infantil San Roque.
El ramal "A" sale desde El Quebracho Blanco y Juan Báez directo hasta Gral. Espejo, en determinados horarios habrá un apéndice que ingresa hasta Hogar Divina Providencia. 
El ramal "B" sale desde el predio Los Berros, tomando calle Moisés Lebensohn y manteniendo el trayecto anterior hasta Pablo Crausaz, luego tomando el recorrido habitual por Gral. Espejo.

### Ramal A: Barrio 500 Viviendas - Hospital San Roque
Ida: Desde El Quebracho Blanco y Juan Báez, Juan Báez, Gral. Espejo, Gral. Alvarado, Cnel. Juan Pirán, J. M. Gutiérrez, Virasoro, Gral. Galán, Casiano Calderón, Coronel Caminos, Santos Vega, Florencio Sánchez, Casiano Calderón, Selva de Montiel, Ituzaingó, Florencio Sánchez, Paraguay, Courreges, España, Italia, Santa Fe, Av. Alameda de la Federación, Gardel, Colón, La Rioja hasta La Paz (Hospital San Roque).
Vuelta: Desde La Rioja y La Paz, La Paz, Salta, Nogoyá, Juan de Garay, Córdoba, Libertad, Montevideo, Diamante, Florencio Sánchez, Ituzaingó, Selva de Montiel, Los Ceibos, 1º de Mayo, Selva de Montiel, Don Segundo Sombra, Florencio Sánchez, Santos Vega, Libertad, J. M. Paz, J. M. Gutiérrez,  Av. Ejército, Gral. Alvarado, Gral. Espejo, Juan Báez hasta El Quebracho Blanco.
- Longitud: 28,5km

### Ramal B: Predio Los Berros - Hospital San Roque
Ida: Cabecera Predio Cultural y Deportivo Los Berros, Padre P. Uva, Moisés Lebensohn, Pablo Crausaz, Gral. Espejo y habitual.
Vuelta: Habitual, Gral. Espejo, Pablo Crausaz, Moisés Lebensohn, Padre P. Uva hasta cabecera, Predio Cultural y Deportivo Los Berros.
Ramal C: Barrio 500 Viviendas por Divina Providencia (en determinados horarios)
Ida: Desde 500 Viviendas, Juan Baez, J. M. Paz, Hogar Divina Providencia, J. M. Paz, Juan Báez y habitual.
Vuelta: Habitual, Juan Báez, J. M. Paz hasta Hogar Divina Providencia, J. M. Paz, Juan Báez hasta Barrio 500 Viviendas.

## Puntos de Interés dentro del recorrido
- Hogar Divina Providencia
- Colegio Los Berros
- Santuario La Loma
- Centro de Salud Kentenich
- Hospital de La Baxada "Dra. Teresa Ratto"
- Hospital Militar Regional Paraná "Dr. Francisco Soler"
- Barrio San Agustín
- C.R.R. "Dr. Ramón Carrillo"
- Puente Eva Perón
- Casa de Gobierno
- Plaza Alvear
- Hospital Materno Infantil San Roque

## Paradas
Horarios actualizados a febrero de 2024, Paradas actualizadas a enero de 2025 archivo web esquema anterior

IDA:
- 01 - Juan Báez y El Quebracho Blanco (Barrio 500 Viviendas)
- 02 - Juan Báez y Selva de Montiel - posible parada nueva
- 03 - Juan Báez y José María Paz - posible parada nueva
- 04 - Juan Báez altura 1500-1600 (ex motel Casanova)
- 05 - Juan Báez y Avda. Ejército
- 06 - Juan Báez y Dolores Costa de Urquiza
- 07 - Juan Báez y Angela Sors
- 08 - Juan Báez y Gral. Espejo
- 09 - Gral. Espejo y Pascual Greca - posible parada nueva
- 10 - Gral. Espejo entre Pedro Balcar y Nasario Medrano - posible parada nueva
- 11 - Gral. Espejo y Pablo Crausaz
- 12 - Gral. Espejo al 2900 y Calle Pública L. Sánchez
- 13 - Gral. Espejo al 2700, pasando Martín Del Barco Centenera
- 14 - Gral. Espejo y Mauricio Carulo Escobar
- 15 - Gral. Espejo y Benjamin Franklin
- 16 - Gral. Alvarado y Sgto. Ismael García (Hospital de La Baxada)
- 17 - Gral. Alvarado y Tomás Guido
- 18 - Gral. Alvarado y Juan De Arenales
- 19 - Gral. Alvarado entre Avda. Ejército y Bernardo de Monteagudo
- 20 - Gral. Alvarado y Cnel. Pirán (Centro de Ed. Física Nº5)
- 21 - Cnel. Pirán y J. M. Gutiérrez
- 22 - J. M. Gutiérrez y Benjamín Virasoro
- 23 - Benjamín Virasoro y Gral. Galán
- 24 - Casiano Calderón y Cnel. Caminos
- 25 - Cnel. Caminos y Santos Vega (B° El Sol)
- 26 - Santos Vega entre El Tropero y Cura Brochero
- 27 - Santos Vega y Casiano Calderón
- 28 - Selva de Montiel y Don Segundo Sombra - posible parada nueva
- 29 - Selva de Montiel e Ituzaingó (Centro de Salud "Dr. Ramón Carrillo")
- 31 - Ituzaingó entre Los Jilgueros y Los Aromos
- 32 - Ituzaingó y Florencio Sánchez
- 33 - Florencio Sánchez y Diamante
- 34 - Paraguay y Courreges (Almacén de los 33 - 100mts.)
- 35 - Courreges y España
- 36 - Italia y Gral. Urquiza
- 37 - Santa Fe entre N. Laprida y Cervantes
- 38 - Santa Fe entre Méjico y N. Laprida (Casa de Gobierno / Tribunales)
- 39 - Carlos Gardel entre Buenos Aires y Peatonal Gral. San Martín (Plaza Alvear)
- 41 - Colón y San Juan
- 42 - Colón y La Rioja
- 43 - La Rioja y La Paz - Hospital Infantil San Roque

VUELTA:
- 01 - La Rioja y La Paz (Hospital)
- 02 - Salta y Nogoyá (Feria Tradicional Municipal)
- 03 - Nogoyá y San Juan
- 04 - Nogoyá y Gral. San Martín
- 05 - Garay y Córdoba
- 06 - Córdoba y N. Laprida (Casa de Gobierno / Consejo de Educación)
- 07 - Córdoba y 25 de Junio
- 08 - Libertad y Perú
- 09 - Libertad y Paraguay
- 10 - Montevideo y Courreges
- 11 - Diamante y Paraguay
- 12 - Ituzaingó entre Los Aromos y Florencio Sánchez
- 13 - Ituzaingó y Los Jilgueros
- 14 - Los Ceibos y El Palenque
- 15 - Los Ceibos y Don Segundo Sombra
- 16 - Los Ceibos y Casiano Calderón
- 17 - Los Ceibos y 1.º de Mayo
- 18 - 1.º de Mayo y Martín Pescador
- 19 - Selva de Montiel y Casiano Calderón
- 20 - Selva de Montiel y Don Segundo Sombra
- 21 - Don Segundo Sombra y Florencio Sánchez
- 22 - Santos Vega entre El Tropero y Cura Brochero
- 23 - Santos Vega y cortada 1307 (Complejo Piletas B° El Sol)
- 24 - Santos Vega y José María Paz
- 25 - José María Paz y Calle Del Tango
- 26 - José María Paz y Brigadier López
- 27 - J. M. Gutiérrez al 1500, pasando Benjamín Virasoro
- 28 - J. M. Gutiérrez y Avda. Ejército
- 29 - Avda. Ejército y Gral. Alvarado
- 30 - Gral. Alvarado y Juan De Arenales
- 31 - Gral. Alvarado y Tomás Guido
- 32 - Gral. Alvarado y Sgto. Ismael García (Hospital de La Baxada)
- 33 - Gral. Espejo entre Benjamin Franklin y Leopoldo Lugones
- 34 - Gral. Espejo y Mauricio Carulo Escobar
- 35 - Gral. Espejo y Martín Del Barco Centenera
- 36 - Gral. Espejo al 2900 y Calle Pública L. Sánchez
- 37 - Gral. Espejo y Pablo Crausaz
- 38 - Gral. Espejo entre Pedro Balcar y Nasario Medrano - posible parada nueva
- 39 - Gral. Espejo y Pascual Greca - posible parada nueva
- 40 - Gral. Espejo y Juan Báez - posible parada nueva
- 41 - Juan Báez pasando Amanda Mayor
- 42 - Juan Báez pasando Avda. Ejército
- 43 - Juan Báez altura 1500-1600 (ex motel Casanova)
- 44 - Juan Báez y José María Paz
- 45 - Juan Báez y Selva de Montiel
- 46 - Juan Báez y El Quebracho Blanco - Barrio 500 Viviendas

- Paradas Ramal B: Predio Los Berros

Salida desde el predio Cultural y Deportivo Los Berros, pasando por el Club Camioneros, calle Moisés Lebensohn, Pablo Crausaz hasta Gral. Espejo y continuando el recorrido habitual.
IDA:
- 01B - Predio Cultural Los Berros
- 02B - Padre Uva y Moisés Lebensohn
- 03B - Moisés Lebensohn al 5500 y Maximiano Asencio
- 04B - Moisés Lebensohn al 4000 (Escuela N°14 "Paracao")
- 05B - Moisés Lebensohn al 2600 y Calle 1538
- 06B - Moisés Lebensohn y Pascual Greca
- 07B - Moisés Lebensohn y División del Litoral
- 08B - Pablo Crausaz y Camino de la Cuchilla Grande
- 09B - Pablo Crausaz y Gral. Espejo
- Crausaz y Gral. Espejo, continúa recorrido habitual
- 43B - La Rioja y La Paz - Hospital Infantil San Roque

VUELTA:
- 01B - La Rioja y La Paz (Hospital)
- Habitual hasta Crausaz y Gral. Espejo, continúa hasta interior del predio
- 37B - Gral. Espejo y Pablo Crausaz
- 38B - Pablo Crausaz y Camino de la Cuchilla Grande
- 39B - Moisés Lebensohn y División del Litoral
- 40B - Moisés Lebensohn y Pascual Greca
- 41B - Moisés Lebensohn y Juan Báez
- 42B - Moisés Lebensohn al 2600 y Calle 1538
- 43B - Moisés Lebensohn al 4000 (Escuela N°14 "Paracao")
- 44B - Moisés Lebensohn al 5500 y Maximiano Asencio
- 45B - Padre Uva y Moisés Lebensohn
- 46B - interior Predio Cultural Los Berros

- Paradas Ramal C: Divina Providencia

entre paradas habituales 03-04 y 44-45, tendrá en determinados horarios un apéndice por calle José María Paz hasta Padre Pascual Uva, a fin de brindar el servicio a la zona de la institución Divina Providencia "Obra Don Uva".
IDA:
- 1C - J. M. Paz y Padre Uva
- 2C - Acceso establecimiento Don Uva
- 3C - J. M. Paz y Padre Uva - Habitual hacia Centro Comercial

VUELTA:
- 1C - J. M. Paz y Padre Uva
- 2C - Acceso establecimiento Don Uva
- 3C - J. M. Paz y Padre Uva - Habitual hasta B° 500 Viviendas.

## Combinaciones
- Santa Fe y Laprida:
  - Líneas 1, 12, 15, 16, 20, 22E
- Plaza Alvear:
  - Líneas 12, 15, 16, 20, 22E
- Colón y Misiones:
  - Líneas 3, 16, 20, 22E
- Plaza Alberdi:
  - Líneas  3, 6, 7, 11, 22, 23
- Garay y Buenos Aires:
  - Líneas  11,  16,  22
- Córdoba y Laprida:
  - Líneas  1,  16,  22,  23
- Libertad y Perú:
  - Líneas  10,  11,  14